# Сазонов, Владимир Станиславович
Владимир Станиславович Сазонов (27 июня (9 июля) 1912, Петербург — 30 апреля 1969, Москва) — российский гитарист и композитор.

## Биография
В 1923 году стал играть на балалайке, а в 1926 году перешёл на мандолину и поступил в детский домровый оркестр.
В 1928 году в Москве впервые услышал игру гитариста В. Бегунова, и, под влиянием этой встречи, стал заниматься игрой на гитаре.
В 1929 году поступил в коллектив неаполитанского состава, которым управлял виртуоз-мандолинист Н. Д. Розов.
В этом оркестре В. Сазонов познакомился с нотами и стал усиленно заниматься гитарой, интересуясь гитарной музыкой в сочинениях А. Сихры, М. Высотского, А. Соловьёва и других.
В 1932 году столкнулся с цыганским хором под управлением Солдатенкова и заинтересовался применением гитары как аккомпанирующего инструмента хоровому пению.
К этому же времени относится его знакомство с гитаристом И. И. Москалёвым, который имел большое влияние на его дальнейшее развитие в игре на гитаре.
В 1933 году В. Сазонов поступил аккомпаниатором в хор цыган под руководством Н. Д. Дулькевича.
В 1935 году после смерти Н. Д. Дулькевича, В. Сазонов поступил в ленинградский ансамбль цыган под руководством Е. Е. Шишкиной.
С этим ансамблем В. Сазонов в течение полутора лет предпринял ряд гастрольных поездок по Советскому Союзу впоследствии в качестве руководителя — заменив умершую Е. Е. Шишкину.
За время работы с цыганскими хорами Владимир Сазонов накопил большой опыт аккомпанирующей игры на гитаре и знание большого количества вокального репертуара.
В 1937 году его пригласила в качестве аккомпаниатора эстрадная певица В. М. Орлова с условием, что кроме аккомпанемента он смог бы играть и соло на гитаре.
В. Сазонов дал согласие, пригласив, вторым гитаристом К. В. Дубова, с которым он и работал в течение года, аккомпанируя певице и в то же время выступая в дуэтной игре. Это помогло ему восстановить «заброшенный» репертуар и снова взяться с ещё большим рвением за ноты, самостоятельно изучать теорию и гармонию музыки, переводя все нотные примеры на гитару, обращаясь за разрешением трудных вопросов к грамотным гитаристам. Все это помогло в дальнейшем при аранжировках и обработках пьес для гитары. К этому времени относятся его выступления и грамзаписи с известными вокалистами Т. С. Церетели, Вадимом Козиным, Макаровой-Шевченко, Лялей Чёрной (Хмелёвой).
В 1939 году ВГКО организует большой ансамбль цыганской песни и пляски, куда и приглашают Владимира Сазонова в качестве концертмейстера.
В этой должности Сазонову пришлось особенно уделить внимание нотному материалу, так как на нём лежала обязанность разучивать с гитаристами всю музыкальную программу ансамбля.
В конце 1940 года В. Сазонов оставил работу в ансамбле и переключился на гастрольные поездки по городам Советского Союза с певицей В. М. Орловой и гитаристом М. К. Кручининым. Так продолжалось до начала Великой Отечественной войны, на которую В. Сазонов был призван в качестве солдата.
В течение всей войны В. Сазонов как профессионал на гитаре не играл и лишь после демобилизации в январе 1946 года вновь приступил к своей основной профессии в качестве солиста-гитариста ВГКО.
В 1953 году он поступил гитаристом-концертмейстером в Малый театр, где проработал до конца своей жизни.
Работа в Малом театре позволила В. Сазонову общаться с артистами, расширила его кругозор.
Гастрольные поездки по городам Советского Союза и за рубеж сделали его имя популярным в артистической среде.
Он неоднократно выступал с артистами Владимиром Трошиным, Б. Покровским, В. Донской, народной артисткой СССР В. Н. Левко, заслуженной артисткой РСФСР Г. Каревой и другими.
В период работы в Малом театре Сазонов в течение двух лет безотрывно от работы учился в институте им. Гнесиных на дирижёрско-композиторском факультете.
Затем брал уроки по теории музыки и гармонии у композитора Н. С. Речменского, пользовался консультациями композитора Будашкина.
Скончался Владимир Станиславович Сазонов 30 апреля 1969 года.
Похоронен на Калитниковском кладбище в Москве.
На могиле поставлен памятник с барельефом музыканта и гитара, на которой оборвались струны.

## Творчество
Написал музыку к кинофильмам (ок. 20):
- «Ночной патруль»
- «Цель его жизни»
- «Девушка без адреса»
- «Добровольцы»
- «Княжна Мери»
- «Они были первыми»
- «Анна на шее»
- «Варвары»
- «Васса Железнова»
- «Екатерина Воронина»
- «Этого забывать нельзя»
- «Дом, в котором я живу»
- «В добрый час»
- «Бесприданница»

Фирмой «Мелодия» выпущены две его пластинки с записью русской гитарной музыки.
Первый его сборник пьес для гитары вышел в 1949 году (затем издавался ежегодно).
Начиная с 1932 года выходили удобные по формату сборники «Репертуар для гитары» (8 сборников) для художественной самодеятельности.
Начиная c 1962 года выходили его альбомы под названием «Первые шаги гитариста» в издательстве «Советский композитор».
Всего вышло 22 номера по 2 номера в год (последний с его участием — в 1969 году).
Но основными его трудами следует считать «Самоучители игры на семиструнной гитаре», которые он выпускал ежегодно, начиная с 1953 года, всякий раз пересматривая и переделывая их.
В издательстве «Советский композитор» и издательстве «Музыка» вышло множество сборников с участием Сазонова с разнообразным репертуаром.
Среди них следует отметить сборник старинных романсов, расписанных для семиструнной гитары, а также большое количество вариаций на темы русских народных песен — «Не брани меня, родная», «Метелица», «Всю-то я вселенную проехал», «Утушка луговая», «Тонкая рябина» и другие, а также ряд оригинальных произведений для гитары.
В своих композициях Сазонов продолжил гитарные традиции М. Т. Высотского и А. О. Сихры.
Ему принадлежит множество пьес малых форм, таких как вальсы, этюды, прелюдии и другие.
В. С. Сазонов несколько раз выступал по радио с беседами по истории гитары, сопровождавшимися гитарной игрой.
На радио принял основное участие в полуторачасовой постановке «Чародей Михаил Высотский», сопровождая её гитарной игрой.

## Стиль игры на гитаре
Играл В. С. Сазонов на больших гитарах с добавочными струнами венских мастеров Шерцера, а затем — Битнера.
Струны были металлические, так как музыкант считал, что звучат они ярче и громче, а поэтому незаменимы для концертной эстрады.
Применение добавочных струн считал вполне оправданным и пользовался ими весьма деликатно, вовремя приглушая их, но зато их применение позволяло ему брать такие аккорды, которые на семиструнной гитаре брать было невозможно.